# Östra Tommarps socken
Östra Tommarps socken i Skåne ingick i Järrestads härad, uppgick 1969 i Simrishamns stad och området ingår sedan 1971 i Simrishamns kommun och motsvarar från 2016 Östra Tommarps distrikt.
Socknens areal är 22,63 kvadratkilometer varav 22,52 land. År 2000 fanns här 689 invånare. Tätorten Östra Tommarp med sockenkyrkan Östra Tommarps kyrka och resterna efter Tommarps kloster samt Bolshög kyrkby för Bolshögs socken med sockenkyrkan Bolshögs kyrka ligger i socknen.

## Administrativ historik
Socknen har medeltida ursprung. Före den 1 januari 1886 (ändring enligt beslut den 17 april 1885) var namnet Tommarps socken. En del av socknen, Hyllinge, tillhörde före 1889 Luggude härad i Malmöhus län och överfördes då till samma härad och län som övriga socknen.
Vid kommunreformen 1862 övergick socknens ansvar för de kyrkliga frågorna till Tommarps församling och för de borgerliga frågorna bildades Tommarps landskommun. Landskommunen uppgick 1952 i Tommarps landskommun som 1969  uppgick i Simrishamns stad som 1971 ombildades till Simrishamns kommun. Församlingen uppgick 2003 i Stiby församling.
1 januari 2016 inrättades distriktet Östra Tommarp, med samma omfattning som församlingen hade 1999/2000.  
Socknen har tillhört län, fögderier, tingslag och domsagor enligt vad som beskrivs i artikeln Järrestads härad. De indelta soldaterna tillhörde Södra skånska infanteriregementet, Albo kompani och Skånska dragonregementet, Borreby skvadron, Svabeholms kompani.

## Geografi
Östra Tommarps socken ligger väster om Simrishamn kring Tommarpsån. Socknen är en svagt kuperad odlingsbygd.
I socknen ligger byarna Tommarp, Vranarp, Tågarp, Virrestad och delar av Karlaby.

## Fornlämningar
Boplatser och en gånggrift från stenåldern är funna. Fyra gravhögar från bronsåldern är funna.

## Namnet
Namnet skrevs i slutet av 1100-talet Tummäthorp och kommer från kyrkbyn. Förleden innehåller mansnamnet Tumi. Efterleden innehåller torp, 'nybygge'..